# João Lourenço do Amaral
João Lourenço do Amaral (1260 -?) foi um nobre e Cavaleiro medieval do Reino de Portugal.

## Família
Era filho de Lourenço Martins do Amaral (1230 -1276) e de D. Prisca, senhora fidalga do Reino de Aragão que veio para Portugal com a Santa Isabel de Aragão, Rainha de Portugal de quem foi Camareira Mor.

## Biografia
Foi o 6.° Senhor da Honra de Amaral e do Souto de Lourosa, e Mordomo-Mor de D. Afonso IV de Portugal.

## Casamento e descendência
Casou com Maria Fernandes Barrantes, Dama da Rainha Santa, D. Isabel de Aragão, como refere o Conde D. Pedro, de quem teve: 
1. Afonso Martins do Amaral (1290 - 1354)
2. D. João Anes do Amaral que, a 4 de Agosto de 1312, sendo Chantre, foi feito Deão da Sé de Viseu, e que teve: 
  1. D. Pedro Lourenço do Amaral, 7.° Senhor da Honra de Amaral, Bispo de Viseu
  2. Maria Anes do Amaral, mulher de João Anes de Loureiro (c. 1322 - d. 1368), Escudeiro, 2.º Senhor de Loureiro, com geração
  3. D. João Anes do Amaral, 8.° Senhor da Honra de Amaral, Bispo de Évora
3. Guiomar Afonso do Amaral casada com Gonçalo Mendes de Rebelo, Senhor da Honra e Couto de Rebelo
4. Maria Anes do Amaral, casada c. 1325 com Pedro Anes da Costa (1285-95 - ?), Senhor de Lusinde, com geração